# Sebastian Moran
El coronel Sebastian Moran es un personaje ficticio creado por Arthur Conan Doyle. Enemigo de Sherlock Holmes, aparece por primera vez en el relato de 1903 La casa deshabitada. Holmes lo describió una vez como "el segundo hombre más peligroso de Londres", siendo el más peligroso el profesor Moriarty, el jefe de Moran.

## Biografía
Según el índice de biografías criminales de Sherlock Holmes, Sebastian Moran nació en Londres en 1840, hijo de Sir Augustus Moran, CB, en algún momento ministro de Persia.
Fue educado en Eton College y la Universidad de Oxford antes de embarcarse en una carrera militar. Fue uno de los primeros pioneros de Bangalore (Madras), sirvió en la Expedición Jowaki de 1877-1878 y en la segunda guerra anglo-afgana, viendo acción en la Batalla de Charasiab, el 6 de octubre de 1879; la batalla de Sherpur, el 23 de diciembre de 1879; y en Kabul.
Un deportista devoto y un tirador muy hábil, fue autor de los libros Heavy Game of the Western Himalayas en 1881 y Three Months in the Jungle en 1884, y al parecer una vez "se arrastró por un desagüe tras un tigre herido devorador de hombres". Después de la guerra Anglo-Afgana, fue dado de baja deshonrosamente y más tarde se convirtió en un sicario a sueldo. Con el tiempo, el profesor James Moriarty lo contrató para realizar su trabajo sucio emprendiendo varios asesinatos. Exteriormente respetable, con una dirección en Conduit Street, Mayfair, y miembro del (ficticio) Anglo-Indian Club, el Tankerville Club y el Bagatelle Card Club, fue reclutado por el profesor Moriarty y se desempeñó como su jefe de personal. En última instancia, se utiliza únicamente para asesinatos que requirieran su peculiar habilidad con el rifle; Holmes menciona el asesinato de una Sra. Stuart en 1887 en el que sospecha (pero no puede probar) que Moran estuvo involucrado. En El problema final (ambientada en 1891), Moran escapó de la incriminación y siguió al profesor a las cataratas de Reichenbach, donde Moran intentó matar a Holmes haciendo rodar rocas sobre él.
A partir de entonces, Moran se ganó la vida en Londres jugando a las cartas en varios clubes. Cuando uno de los otros jugadores, Ronald Adair, notó que Moran ganó haciendo trampas y amenazó con denunciarlo, Moran asesinó a Adair con un rifle de aire con silenciador que disparaba balas de revólver. El Dr. Watson y Holmes participaron en el caso, Moran intentó matar a Holmes disparando el rifle de aire desde una casa vacía frente a la residencia del detective. Habiendo anticipado Holmes esto, Moran disparó a una efigie de cera del detective, mientras que Holmes, Watson y el inspector Lestrade se escondieron cerca para capturarlo.
En El cliente ilustre, Holmes menciona a Moran como aún vivo (en septiembre de 1902). Moran también es mencionado en Su último saludo en el escenario como un ejemplo de los muchos adversarios de Holmes que han jurado venganza en vano contra él.
El coronel Sebastian Moran también fue el villano en la obra de Sherlock Holmes de Doyle, The Crown Diamond, escrita a principios de la década de 1900, pero que no se representó hasta 1921. Cuando esta obra se adaptó como relato en La piedra de Mazarino, Moran fue reemplazado por el 'Conde Negretto Sylvius'.